# 山辺道彦
山辺 道彦（やまべ みちひこ、1931年10月21日 - ）は、日本の実業家。元富士機工会長・社長。富士機工の東証一部上場に尽力した。東京都出身。横浜国立大学経済学部卒業。

## 経歴
1931年東京都生まれ。長崎県立長崎東高等学校を経て、1954年に横浜国立大学経済学部卒業後、富士紡績入社。1983年同社大阪営業部長、1984年企画管理部長、1986年取締役企画管理部長を経て、1990年6月に富士機工常務取締役となり、1991年6月同社社長に就任。在任中の1996年9月に富士機工は東証一部指定を受けた。1998年6月に同社会長に就任し、1999年6月まで務めた。